# Natura 2000-område nr. 147 Ølsemagle Strand og Staunings Ø
Natura 2000-område nr. 147 Ølsemagle Strand og Staunings Ø er et Natura 2000-område der består af habitatområde H130 og har et areal på 538 hektar, hvoraf 67% er marint. Det ligger i Solrød og Køge Kommuner, ud til Køge Bugt.

## Områdebeskrivelse
Området går fra Jersie Strand i nord til Ølby Lyng i syd, består af revlerne Staunings Ø
og Ølsemagle Revle, en lagune og på landsiden af denne, strandenge.
Området er et af de sidste steder i Køge Bugtområdet med veludviklede lagunedannelser og større
naturlige strandengsområder. Klitterne på revlerne er meget begrænsede i areal, men er ikke desto mindre væsentlige, idet der kun pletvis er forekomst af klitter ved Øresundskysten. Den lavvandede lagune er levested for mange plante- og dyrearter, der er knyttet til hav- og brakvandsområder.
Natura 2000-området ligger i Vandområdedistrikt II Sjælland i vandplanoplandene 2.4 Køge Bugt

## Fredninger
Siden 1999 har området omkring Staunings Ø og kystarealet Jersie Strand lige overfor den og småøer og Jersie Strandpark. I alt op imod 60 ha. omfattet af naturfredning, men hele Natura 2000 området samt havet ud for, i alt ca. 7-800 hektar, er også beskyttet som natur og vildtreservat.

## Eksterne kilder og henvisninger
1. ↑  Vandplan 2009-2015. Køge Bugt. Hovedvandopland 2.4 Arkiveret 12. august 2018 hos  Wayback Machine på mst.dk
2. ↑  Om fredningen på fredninger.dk
3. ↑  Ølsemagle Revle Reservatfolder - nr. 65 Arkiveret 19. marts 2020 hos  Wayback Machine
16-03-2009 hentet 18. marts 2020

- Kort over området på miljoegis.mim.dk
- Naturplanen Arkiveret 19. marts 2020 hos  Wayback Machine
- Basisanalysen 2016-21 Arkiveret 19. marts 2020 hos  Wayback Machine